# Mihai Fotino
Mihai Matei Fotino también conocido como Mişu Fotino (14 de septiembre de 1930 - 13 de enero de 2014) fue un actor rumano que tuvo una amplia experiencia en el teatro y el cine, con una carrera de más de 77 años. Actuó en muchas comedias y estuvo presente en programas de televisión.
Creció y vivió su adolescencia en Brasov, donde su padre era un actor y actuaron juntos desde que era muy pequeño. Debutó a la edad de seis años, en 1936, con la obra de teatro "Colonial".
Desde 1952, se convirtió en actor del Teatro Dramático en Brasov. Fue tomado en cuenta por el director Sica Alexandrescu, quien decidió traerlo a Bucarest. Desde 1956, actuó en el Teatro Nacional "Ion Luca Caragiale" en Bucarest.
En la decimocuarta edición de la Gala de los Premios UNITER, el 3 de abril de 2006, Fotino fue honrado por su carrera.

## Premios
Fue condecorado con la Orden del Mérito Cultural Rumano de grado IV (1967) "por sus logros sobresalientes en el campo del drama".
El presidente rumano Ion Iliescu galardonó al artista el 7 de febrero de 2004 con la Orden del Comandante al Mérito Cultural, Categoría D - "Artes escénicas", "en reconocimiento de todas las actividades y la dedicación y talento al servicio de la realización y rendimiento de las artes escénicas".

## Filmografía
- Directorul nostru (1955)
- Telegrame (1959)
- Porto-Franco (1961)
- Codine (1963)
- Politică și delicatese (1963)
- Titanic vals (1964) - Dinu
- Amprenta (1967)
- Balul de sâmbătă seara (1968)
- Elixirul tinereții (1975)
- Tufă de Veneția (1977)
- Chirița la Iași (1987)
- Sexy Harem Ada-Kaleh (2001)